# Djedefre
Djefre was de derde koning (farao) van de 4e dynastie in het oude Egypte. Zijn geboortenaam was Djedefre ("zoon van Ra"). Hij was de eerste farao die deze naam (verwijzend naar Ra) gebruikte, dit kan een aanduiding zijn van de populariteit van de Ra-cultus.

## Biografie
Hij volgde zijn vader Choefoe (Cheops) op en regeerde 9 jaar en daarin liet hij de piramide van Abu Roasj iets ten noorden van Gizeh bouwen. Zijn piramide is nooit goed onderzocht (ruïnes) en zijn sarcofaag is nooit gevonden.
Uit gegevens blijkt dat Djedefre zijn vader hielp bij het afbouwen van de piramide. Uit de annalen blijkt dat hij het schip dat naast de piramide ligt en verschillende dodentempels voor de voorouderverering had gebouwd.
Hij trouwde met zijn zuster Hetepheres II. Verder had hij een verhouding met Chentetenka waaruit drie zonen Setka, Baka en Hernet en een dochter Neferhetepes geboren werden.

## Bouwwerken

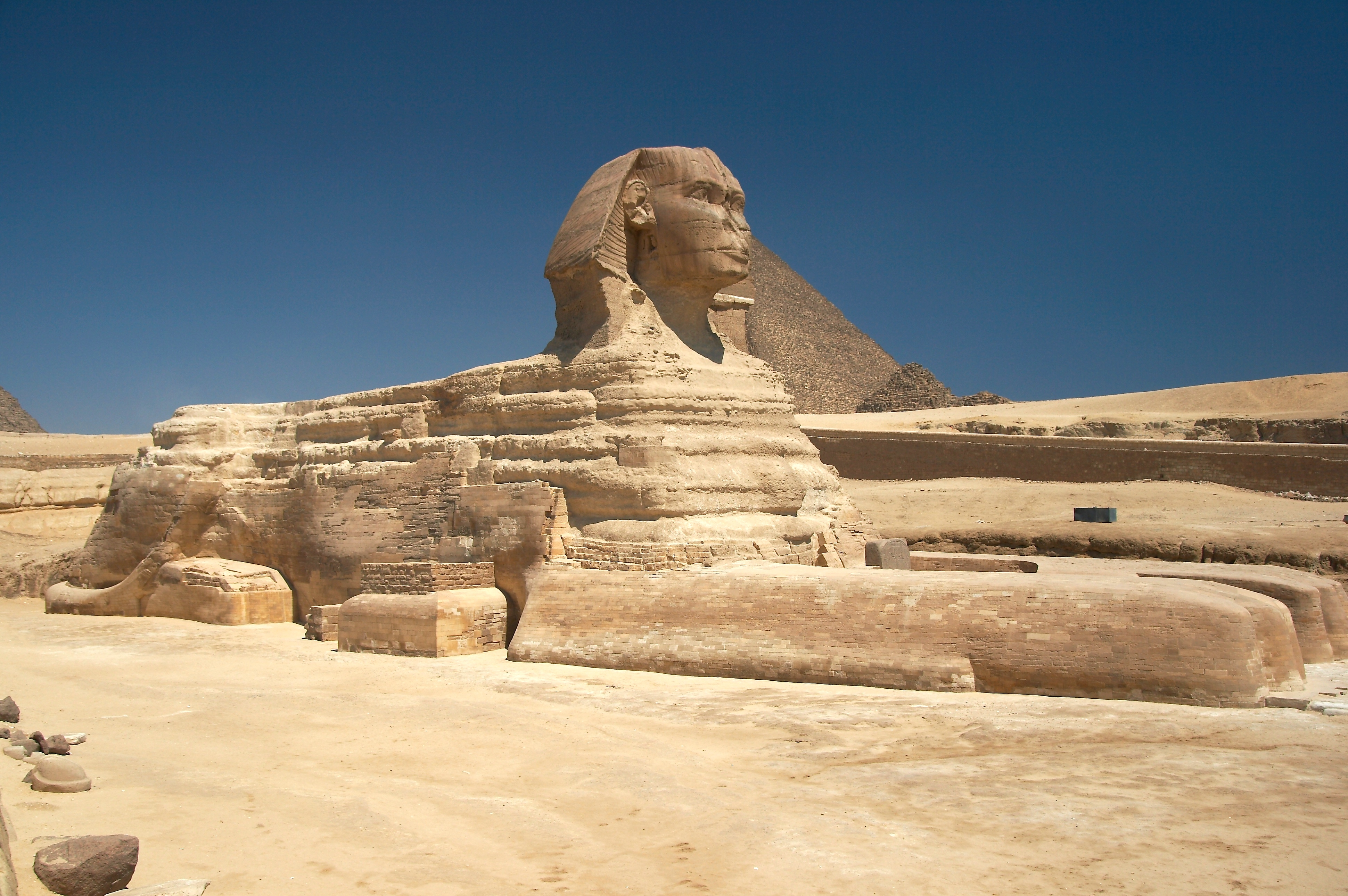
De sfinx van Gizeh
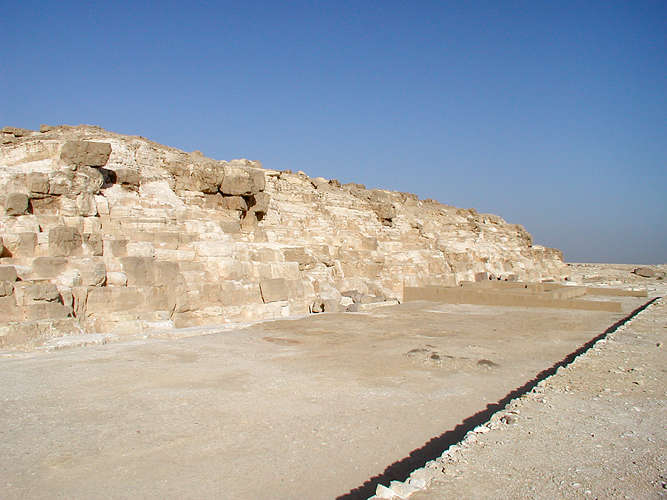
Piramide bij Abu Roasj

- Boten voor het hiernamaals
- Sarcofaag bij Zawyet el'Aryan
- Dodentempel van zijn vader

## Bewijzen/documenten
- Zijn naam bij de sarcofaag